# The Peel Session
The Peel Session är en EP av den isländska gruppen Múm. EP:n släpptes först 2006 men innehåller en inspelning gjord för John Peel Show som sändes i BBC Radio 1 den 3oktober 2002.
Låtnamnet för det första spåret på EP:n, Scratched bicycle/Smell memory har medvetet eller omedvetet blivit stavat Scrathced bicycle/Smell memory på omslagets baksida.

## Låtlista
1. "Scratched Bicycle/Smell Memory"
2. "Awake on a Train"
3. "Now There Is That Fear Again"
4. "The Ballad of the Broken String"